# اللاطي (عبس)

تعديل مصدري - تعديل

اللاطي هي إحدى قرى عزلة الوسط بمديرية عبس التابعة لمحافظة حجة، بلغ تعداد سكانها 325 نسمة حسب تعداد اليمن لعام 2004.